# プリティ・グッド
『プリティ・グッド』（プリティ・グッド）は、ひうらさとるによる日本の漫画。『なかよし』（講談社）において、1993年に連載された。

## 書誌
ひうらさとる 『プリティ・グッド』 講談社〈講談社コミックスなかよし〉、全1巻
- 1巻、1993年12月6日発行、ISBN 4-06-178767-5